# Atletismo nos Jogos Pan-Americanos de 1999 - 1500 m masculino
A prova dos 1500 m masculino nos Jogos Pan-Americanos de 1999 foi realizada em 30 de julho de 1999. 

## Medalhistas
| Ouro                   | Prata                              | Bronze                     |
| Graham Hood CAN Canadá | Michael Stember USA Estados Unidos | Hudson de Souza BRA Brasil |

### Final
| Posição           | Nome               | Nacionalidade      | Tempo   | Notas |
| ----------------- | ------------------ | ------------------ | ------- | ----- |
| Medalha de ouro   | Graham Hood        | CAN Canadá         | 3:41.20 |       |
| Medalha de prata  | Michael Stember    | USA Estados Unidos | 3:41.96 |       |
| Medalha de bronze | Hudson de Souza    | BRA Brasil         | 3:42.18 |       |
| 4                 | Héctor Torres      | MEX México         | 3:42.72 |       |
| 5                 | Mauricio Ladino    | COL Colômbia       | 3:43.81 |       |
| 6                 | Jonathon Riley     | USA Estados Unidos | 3:45.37 |       |
| 7                 | Cristián Rosales   | URU Uruguai        | 3:46.92 |       |
| 8                 | Terrance Armstrong | BER Bermudas       | 3:46.99 |       |
| 9                 | Stephen Green      | JAM Jamaica        | 3:47.12 |       |
| 10                | Darryl Fillion     | CAN Canadá         | 3:47.68 |       |
| 11                | Johnny Loria       | Costa Rica         | 3:51.73 |       |